# 礼部韻略
『礼部韻略』（れいぶいんりゃく）は、中国宋代に編纂された韻書の一つ。景祐4年（1037年）、『集韻』とともに丁度らによって勅撰された。5巻。韻目は206韻。9590字を収録。「礼部」とは科挙（国家官吏登用試験）を監督していた役所であり、『礼部韻略』はもっぱら科挙試験のための参考書として作られた簡略版の韻書である。

## 成立
北宋の景徳4年（1007年）、『切韻』を修訂した『広韻』が作られたが、同時に礼部が科挙試験用にそのダイジェスト版として『韻略』(景徳韻略、現存せず)を作った。景祐4年（1037年）に丁度らが『広韻』を改めて『集韻』を作ったとき、同様に『集韻』のダイジェスト版にあたる韻書として『礼部韻略』を作ったが、『集韻』より早く完成した。
『礼部韻略』の後、科挙試験用の韻書は明の『洪武正韻』まで作られず、宋・元を通して『礼部韻略』が改訂を経つつも長期にわたり使われ続けた。

## テキスト
丁度の原本は現存せず、完本としては南宋末に増訂された『附釈文互注礼部韻略』が存在する。
日本の真福寺本は去声と入声の一部を欠くが、11世紀末のものであり、附釈文本より原型を保っている。

## 増韻
南宋の毛晃・毛居正親子が増注した『増修互注礼部韻略』(『増韻』と略称される)は反切を改めたり案語を加えたりしており、もとの『礼部韻略』とは大きく異なっている。
『洪武正韻』は『増韻』をもとに作られている。